# Formula 17
Formula 17 (čínsky 十七歲的天空, pchin-jin: shí qī suì de tiān kōng) je tchajwanský hraný film z roku 2004, který režírovala Chen Yin-jung. Film líčí osudy mladíka, který přijíždí z venkova do Tchaj-peje najít svou lásku. Film byl v roce 2006 uveden v ČR na filmovém festivalu Febiofest.

## Děj
Sedmnáctiletý student Chou T'ien-Tsai odjíždí do Tchaj-peje, aby se zde osobně setkal s klukem, kterého poznal přes internet. Jelikož je romanticky založený a věří na opravdovou lásku, je po příjezdu velmi zklamán, když mu jeho přítel nabízí pouhý sex bez lásky. T'ien jde ve městě do gay baru, kde náhodou potká svého bývalého spolužáka Yu. Současně zde poznává i nechvalně proslulého architekta Bai Tieh-nana, který každého partnera opustí. T'ien se o Baie začne zajímat. Yu mu nabídne, že může v Tchaj-peji bydlet u něho a sežene mu brigádu v posilovně, kam dochází i Bai. Bai navštěvuje psychologa, protože má problém někoho políbit, protože ho kdysi opustil přítel, do kterého byl zamilován. Jednou v noci se T'ien a Bai společně vyspí, ale Bai druhý den zmizí bez vysvětlení. Musí jet na služební cestu, což si T'ien špatně vysvětlí a rozhodne se odjet definitivně z Tchaj-peje. Jeho přátelé ho spolu s Baiem hledají po městě, až ho potkají a T'ien se s Baiem usmíří.

## Obsazení
| Tony Yang      | T'ien        |
| Duncan Lai     | Bai Tieh-nan |
| Chin King      | Yu           |
| Dada Ji        | C.C.         |
| Jimmy Yang     | Alan         |
| Jason Chang    | Jun          |
| Ladder Yu      | Kevin        |
| Guan-Jie Huang | Jay          |
| Jeff Locker    | Ray          |